# Erreur de débitmètre
Dans le domaine de la mesure de débit, l'erreur de débitmètre est généralement rapportée par un pourcentage indiquant la non-linéarité de l'appareil. Cela peut être exprimé soit comme un pourcentage +/- basé sur la capacité totale de l'appareil, soit comme un pourcentage du débit réel indiqué. En pratique, l'erreur de débitmètre est une combinaison de la répétabilité, de la précision et de l'incertitude de l'étalonnage de référence.

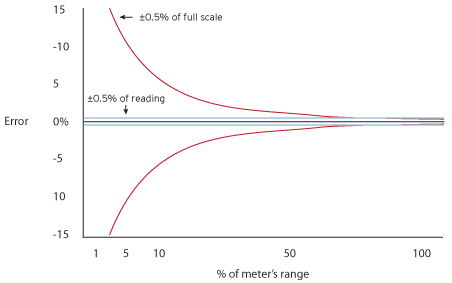
Graphique d'erreur % de pleine échelle vs % de lecture